# Diubiek
Diubiek (ros. Дюбек) – wieś w Rosji, w Dagestanie, w rejonie tabasarańskim. W 2010 liczyła 1894 mieszkańców, głównie Tabasaranów.